# Пальчиковые краски

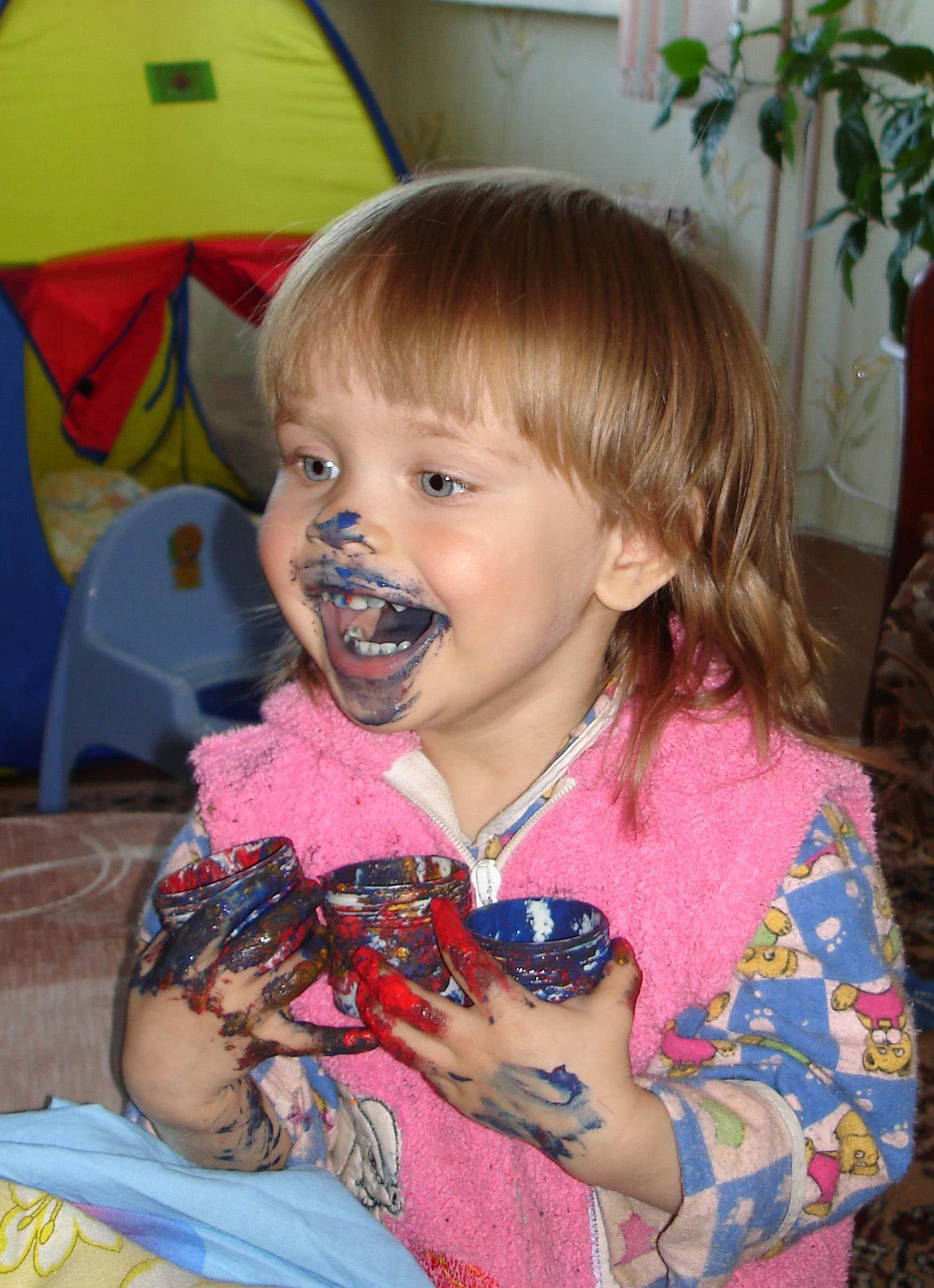
Съедобные пальчиковые краски

Пальчиковые краски (англ. Fingerpaint) — это разновидность краски, предназначенная для нанесения пальцами малышами, которые в силу своих возрастных особенностей ещё не умеют держать карандаши, фломастеры или кисточки. Обычно она продаётся в тюбиках или баночках и используется маленькими детьми, но иногда её используют и взрослые для обучения детей искусству или собственного творчества.

## Техника нанесения краски

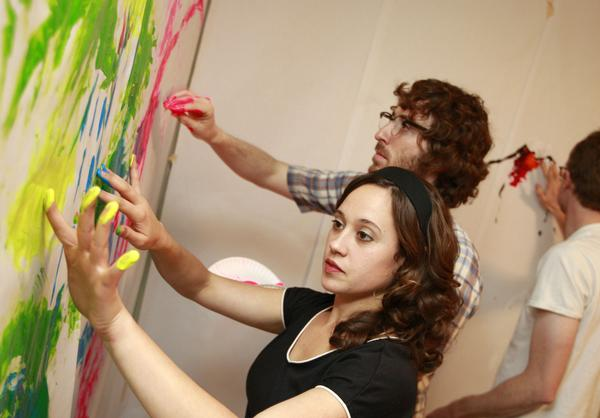
Рисование пальцами взрослых

Хотя из названия следует, что краска наносится пальцами, при умелом использовании этого средства также используются кисти и предплечья. Использование всей руки позволяет разглаживать краску на полотне для более детального моделирования пальцами и другими частями руки. Иногда для получения определенной текстуры используются губки , ткань и другие инструменты. Некоторые художники рисуют исключительно руками - такой стиль называют дерзким искусством (англ. Reckless Art)

## Материалы
Обязательным условием материала для пальчиковых красок является нетоксичность её компонентов. Обычно продаётся в восьми ярких цветах. Краски для самых маленьких предполагают даже теоретическую съедобность, хотя среди ингредиентов, как правило, находится место горчинке, чтобы малыш не употреблял продукт не по назначению. В домашних же условиях для основы используют бытовые продукты, например муку или крахмал. Некоторые кружки для детского творчества в роли основы используют порошок для быстрого приготовления пудинга  (англ. Instant pudding), что избавляет от необходимости держать пальцы детей вдали ото рта.